# Костел Святого Адальберта (Боричівка)
Костел Святого Адальберта в Боричівці — колишній римсько-католицької церкви в селі Боричівці Тернопільської области України.

## Відомості
Споруджений зусиллями вікарія о. Валентина Пухали. Чин його освячення здійснено в 1909 році.
У 1925 році святиня отримала статус парафії. 1933 року подружжя Табаків здійснило пожертву на виготовлення дзвону та спорудження мурованої брами-дзвіниці.
У 1985 році римо-католики розпочали ремонт як православного храму, але на початку 1990-х років святиня перейшла до греко-католиків. 2001 року костел освятили, як церкву Різдва Пресвятої Богородиці.

## Настоятелі
- о. Артур Мариновський (1933—1940).